# Kostin Sjar
Kostin Sjar (Russisch: Костин Шар) is de benaming voor de zeestraat die tussen Joezjnyeiland en het eiland Mezjdoesjarski doorloopt aan de zuidwestzijde van de Russische archipel Nova Zembla. De straat vormt onderdeel van de Barentszzee en heeft een lengte van ongeveer 100 kilometer en een breedte van ongeveer 14 kilometer bij de zuidelijke monding en een breedte van ongeveer 16 kilometer bij de westelijke monding. Op het smalste stuk bedraagt de breedte ongeveer 3,5 kilometer.
De kust rond de zeestraat is op plaatsen erg grillig en de straat bevat vele baaien en eilanden. Aan de noordwestelijke zijde ligt Beljoesjaja Goeba, de grootste plaats van Nova Zembla.